# Тюш
Тюш (рос. Тюш) — присілок у складі Ачитського міського округу Свердловської області.
Населення — 201 особа (2010, 241 у 2002).
Національний склад станом на 2002 рік: росіяни — 98 %.